# بطولة ويمبلدون 2008
هنا قائمة ببطولات ويمبلدون سنة 2008:

## الكبار

### فردي رجال
رفائيل نادال  روجيه فيدرير فـاز,6-4، 6-4، 6-7 ، 6-7 ، 9-7
- سادس ألقاب رفائيل في السنة, والتاسع والعشرين في مشواره. وثاني ألقابه الكبرى في السنة, والخامس في مشواره.

### فردي سيدات
فينوس ويليامز هزم  سيرينا ويليامز, 7–5, 6–4
- أول ألقاب فينوس في السنة, والسابع والثلاثين في مشوارها. وسابع لقب بطولة كبرى لها, وخامس بطولة لها في نفس الحدث, بعد 2000, 2001, 2005 و2007

### زوجي رجال
دانييل نيستور و نيناد زيمونيتش هزم  يوناس بورغمان و كيفن أولايت, 7–6(12), 6–7(3), 6–3, 6–3

### زوجي سيدات
سيرينا ويليامز و فينوس ويليامز هزم  ليزا رايموند و سامانثا ستوسور, 6–2, 6–2

### زوجي مختلط
بوب براين و سامانثا ستوسور هزم  مايك براين و كاترينا سربوتنيكا, 7–5, 6–4

## الشباب

### فردي أولاد
غريغور ديمتروف هزم  هنري كونتاينن, 7–5, 6–3

### فردي بنات
لورا روبسون هزم نوباوان ليرتشيواكارن, 6–3, 3–6, 6–1

### زوجي أولاد
هسيه تشنغ بينغ و يانغ تسونغ هوا هزم  Matt Reid و بيرنانرد توميك, 6–4, 2–6, 12–10

### زوجي بنات
بولونا هيركوج و جيسيكا مور هزم  إيزابيلا هولاند و سالي بيرس, 6–3, 1–6, 6–2